# Nekrolog 2. Quartal 1947
Nekrolog
◄◄
| ◄
| 1943
| 1944
| 1945
| 1946
| 1947 | 1948 | 1949 | 1950 | 1951 | ► | ►►
1. Quartal |
2. Quartal |
3. Quartal |
4. Quartal 1947
Weitere Ereignisse | Allgemeiner Nekrolog 1947
Die Beschreibung der verstorbenen Person sollte so kurz wie möglich gehalten sein und nur deren signifikante Tätigkeit(en) enthalten.
Neue Namen ggf. auch unter dem Geburts- und Sterbedatum, also etwa unter 1. Januar und im Geburts- und Sterbejahr (2024) eintragen (nur bei entsprechender großer Wichtigkeit). Für Beispiele siehe die schon vorhandenen Artikel.
Außerdem über die fünf zuletzt Verstorbenen, zu denen es einen ausreichend guten Artikel für eine Präsentation auf der Hauptseite gibt, nach der todesbedingten Überarbeitung der Artikel ggf. auch unter Wikipedia Diskussion:Hauptseite informieren und sie am besten auch in den anderen Wikipedia-Sprachversionen eintragen. Tipp: Regelmäßig bei news.google.de nach „ist tot“, „gestorben“ oder „verstorben“ suchen.
Wenn eine Person gestorben ist, gibt es viele Seiten zu dieser Person in der Wikipedia, die davon auch betroffen sind und entsprechend aktualisiert werden müssen. Beispiele: Namenübersichtsseite, Geburtsjahr, Geburtsort-Seiten und viele mehr.
Wie finde ich die betroffenen Seiten?
Im Suchfeld auf der linken Seite gibt man den Suchbegriff so ein: „Vorname Nachname“. Dann klickt man auf Volltext und alle Seiten mit entsprechendem Suchtext werden aufgerufen. Hier sieht man dann schnell, wo auch das Todesjahr Sinn macht oder sogar ein Teil des Artikels angepasst werden muss. Auch hilft das „Werkzeug“ auf der linken Seite sehr gut, um solche Seiten aufzufinden: „Links auf diese Seite“. Somit ist die Wikipedia wieder aktuell in allen Bereichen! Hinweis: bei Eintragung der Kategorie „Gestorben JAHR“ wird der Missbrauchsfilter 49 ausgelöst, was jedoch nicht schlimm ist. Siehe: Spezial:Missbrauchsfilter/49
Dies ist eine Liste von im zweiten Quartal 1947 verstorbenen bekannten Persönlichkeiten. Die Einträge erfolgen innerhalb der einzelnen Daten alphabetisch sortiert. Tiere sind im Nekrolog für Tiere zu finden.

## April
| Tag       | Name                                           | Beruf, bekannt als                                                                                                 | Alter | Beleg |
| --------- | ---------------------------------------------- | --- | ----- | ----- |
| 1. April  | Georg II.                                      | griechischer König (1922–1924 und 1935–1947)                                                                       | 56    |       |
| 1. April  | Philip Hunloke                                 | britischer Segler                                                                                                  | 78    |       |
| 1. April  | Edwin Jürgensen                                | deutscher Schauspieler                                                                                             | 48    |       |
| 1. April  | Ekaterina Karawelowa                           | bulgarische Pädagogin, Übersetzerin, Publizistin und Frauenrechtsaktivistin                                        | 86    |       |
| 1. April  | Carl Krayl                                     | deutscher Architekt                                                                                                | 56    |       |
| 1. April  | August von Ramberg                             | deutsch-österreichischer Marinemaler                                                                               | 80    |       |
| 1. April  | Franz Seldte                                   | deutscher Politiker (DNVP, NSDAP), MdR, Führer des Stahlhelm, Arbeitsminister                                      | 64    |       |
| 1. April  | Georg Tumbült                                  | deutscher Archivar, Historiker                                                                                     | 90    |       |
| 1. April  | Freddie Webster                                | US-amerikanischer Jazztrompeter                                                                                    | 30    |       |
| 2. April  | Albert Bannwarth                               | deutscher Ingenieur und Manager                                                                                    | 74    |       |
| 2. April  | Gustav Lütschg                                 | Schweizer Geigenbauer                                                                                              | 77    |       |
| 3. April  | Giannis Apostolakis                            | griechischer Neogräzist                                                                                            |       |       |
| 3. April  | Kurt Günther                                   | deutscher Politiker (NSDAP), MdR, SA-Obergruppenführer                                                             | 50    |       |
| 3. April  | Anton Meyer-Gerhard                            | deutscher Jurist und Kolonialbeamter                                                                               | 78    |       |
| 4. April  | James Gascoyne-Cecil, 4. Marquess of Salisbury | britischer Politiker der Conservative Party, Mitglied des House of Commons und Peer                                | 85    |       |
| 4. April  | Reinhold Häussermann                           | deutsch-österreichischer Schauspieler                                                                              | 63    |       |
| 4. April  | Gotthelf Heinrich Pistor                       | deutscher Schauspieler und Opernsänger (Tenor)                                                                     | 59    |       |
| 4. April  | Peter August Stern                             | deutscher Journalist, Herausgeber und Widerstandskämpfer gegen den Nationalsozialismus                             | 40    |       |
| 5. April  | Cecil Clementi                                 | britischer Kolonialgouverneur                                                                                      | 71    |       |
| 5. April  | Heinrich Kremser                               | tschechoslowakischer Politiker                                                                                     | 68    |       |
| 5. April  | Alexandros Merkati                             | griechischer Golfspieler                                                                                           | 72    |       |
| 5. April  | Svante Elis Strömgren                          | schwedisch-dänischer Astronom                                                                                      | 76    |       |
| 6. April  | Herbert Backe                                  | deutscher Politiker (NSDAP), MdL, Reichsminister                                                                   | 50    |       |
| 6. April  | Karl Freiherr von Bothmer                      | deutscher Generalstabsoffizier, Landbundgeschäftsführer, Historiker und Familienforscher                           | 66    |       |
| 6. April  | Ferdinand Flury                                | deutscher Pharmakologe und Toxikologe                                                                              | 69    |       |
| 6. April  | Václav Kaprál                                  | tschechischer Komponist                                                                                            | 58    |       |
| 6. April  | Ossip Iwanowitsch Runitsch                     | russischer Schauspieler und Theaterregisseur                                                                       |       |       |
| 6. April  | Willi Wolff                                    | deutscher Liedtexter, Drehbuchautor und Filmregisseur                                                              | 63    |       |
| 7. April  | Henry Ford                                     | Gründer des Automobilherstellers Ford Motor Company                                                                | 83    |       |
| 7. April  | Karl Hauptmann                                 | deutscher Maler | 66    |       |
| 7. April  | Erwin Heine                                    | deutscher Schriftsteller, Journalist und Dichter                                                                   | 47    |       |
| 7. April  | Hans Nientimp                                  | deutscher Politiker (Zentrum), MdR                                                                                 | 62    |       |
| 7. April  | Otto Procksch                                  | deutscher protestantischer Theologe (Alttestamentler)                                                              | 72    |       |
| 7. April  | Hans Rupé                                      | deutscher Kunsthistoriker und Übersetzer altgriechischer Literatur                                                 | 61    |       |
| 7. April  | Adolf Vögtlin                                  | Schweizer Lehrer, Schriftsteller und Lyriker                                                                       | 86    |       |
| 8. April  | Craig Biddle                                   | US-amerikanischer Tennisspieler                                                                                    | 67    |       |
| 8. April  | Max Däbritz                                    | deutscher Unternehmer                                                                                              | 72    |       |
| 8. April  | Olaf Frydenlund                                | norwegischer Sportschütze                                                                                          | 84    |       |
| 8. April  | Iivari Partanen                                | finnischer Kunstturner                                                                                             | 66    |       |
| 8. April  | Paul Perret                                    | Schweizer Politiker (FDP)                                                                                          | 66    |       |
| 8. April  | William Silberschmidt                          | Schweizer Mediziner                                                                                                | 78    |       |
| 8. April  | Percival Treite                                | deutscher KZ-Arzt                                                                                                  | 35    |       |
| 9. April  | Paul Eger                                      | österreichisch-schweizerischer Schriftsteller, Regisseur und Intendant                                             | 66    |       |
| 9. April  | Desmond FitzGerald                             | irischer Politiker, mehrfacher Minister                                                                            | 59    |       |
| 9. April  | William Foden                                  | US-amerikanischer Gitarrist, Komponist und Musikpädagoge                                                           | 87    |       |
| 9. April  | Robert Forrer                                  | Schweizer Sammler, Kunsthändler, Kunsthistoriker, Archäologe, Museumsdirektor und Denkmalschützer                  | 81    |       |
| 9. April  | Max Friediger                                  | dänischer Oberrabbiner und Überlebender des Holocaust                                                              | 63    |       |
| 9. April  | Franz Glockner                                 | österreichischer Politiker (SPÖ), Mitglied des Bundesrates                                                         | 48    |       |
| 9. April  | Carroll Haff                                   | US-amerikanischer Sprinter                                                                                         | 55    |       |
| 9. April  | Heddi Hirsch                                   | österreichische Textil- und Modedesignerin, Illustratorin und Grafikerin                                           | 52    |       |
| 9. April  | Carmen Mory                                    | Schweizer Gestapo-Agentin, Blockälteste im KZ Ravensbrück                                                          | 40    |       |
| 9. April  | Konrad Friedrich Noetel                        | deutscher Arrangeur und Komponist                                                                                  | 43    |       |
| 9. April  | Lillian Sanderson                              | US-amerikanische Sängerin und Gesangspädagogin                                                                     | 80    |       |
| 9. April  | Max Studer                                     | Schweizer Jurist und Politiker                                                                                     | 81    |       |
| 10. April | Charles Bally                                  | Schweizer Sprachwissenschaftler                                                                                    | 82    |       |
| 10. April | August Berger                                  | deutscher Architekt und Bauunternehmer                                                                             | 86    |       |
| 10. April | Willy Exner                                    | deutscher Maler | 59    |       |
| 10. April | Ernest Flagg                                   | US-amerikanischer Architekt des Beaux-Arts-Stils                                                                   | 90    |       |
| 10. April | Richard Grün                                   | deutscher Baustoffchemiker und Hochschullehrer                                                                     | 63    |       |
| 10. April | Heinrich von Maur                              | deutscher Offizier, zuletzt General der Artillerie                                                                 | 83    |       |
| 10. April | John W. Murphy                                 | US-amerikanischer Jurist und Politiker (Demokratische Partei)                                                      |       |       |
| 10. April | Charles Bernard Nordhoff                       | US-amerikanischer Schriftsteller und Reisender                                                                     | 60    |       |
| 10. April | Walter Steinbach                               | deutscher Schriftsteller und Herausgeber                                                                           | 45    |       |
| 10. April | Emil Sommer                                    | österreichischer Offizier im Ersten Weltkrieg                                                                      | 77    |       |
| 11. April | Emil Bartelt                                   | deutscher Verwaltungsjurist und Oberbürgermeister von Wilhelmshaven                                                | 77    |       |
| 11. April | Fritz Beblo                                    | deutscher Architekt, Stadtplaner, kommunaler Baubeamter und Maler                                                  | 74    |       |
| 11. April | Ernst Hefter                                   | deutscher Psychiater und Euthanasietäter                                                                           | 41    |       |
| 11. April | Louise Peete                                   | US-amerikanische Serienmörderin                                                                                    | 66    |       |
| 11. April | Hans Valär                                     | Schweizer Bautechniker, Architekt, Kurdirektor und Mundartautor                                                    | 75    |       |
| 12. April | Émile Dard                                     | französischer Diplomat                                                                                             | 75    |       |
| 12. April | Walter Groth                                   | deutscher Sanitätsoffizier, zuletzt Generalarzt im Zweiten Weltkrieg                                               | 63    |       |
| 12. April | Juana la Macarrona                             | spanische Flamenco-Tänzerin                                                                                        | 76    |       |
| 12. April | Hugo Scherbaum                                 | österreichischer Politiker (GDVP), Landtagsabgeordneter                                                            | 74    |       |
| 12. April | Gustav Wahl                                    | deutscher Bibliothekar                                                                                             | 69    |       |
| 12. April | Robert von Württemberg                         | deutscher Offizier und Prinz des königlichen Hauses Württemberg                                                    | 74    |       |
| 13. April | Jean Chassagne                                 | französischer Autorennfahrer                                                                                       | 65    |       |
| 13. April | Wilhelm Gauger                                 | württembergischer Oberamtmann                                                                                      | 86    |       |
| 13. April | Eugen Leo Lederer                              | deutscher Chemiker                                                                                                 | 63    |       |
| 13. April | Johann von Meran                               | Jurist und Politiker                                                                                               | 80    |       |
| 13. April | Fritz Weigert                                  | deutscher Photochemiker                                                                                            | 70    |       |
| 14. April | Joseph Brummer                                 | ungarischer Kunsthändler                                                                                           | 63    |       |
| 15. April | Karl Graf von Bothmer                          | deutscher Publizist                                                                                                | 66    |       |
| 15. April | Fernand de Brinon                              | französischer Politiker und Journalist                                                                             | 61    |       |
| 15. April | Georg Friederici                               | deutscher Ethnologe und Kolonialhistoriker                                                                         | 81    |       |
| 15. April | Theodor Lewald                                 | deutscher Sportfunktionär und Vorsitzender des Organisationskomitees der Olympischen Spiele 1936                   | 86    |       |
| 16. April | Franz Werner Bobe                              | katholischer Ordenspriester, Prior des Malteser-Konvents in Prag                                                   | 45    |       |
| 16. April | Rudolf Höß                                     | deutscher Nationalsozialist und Kommandant des Vernichtungslagers Auschwitz                                        | 45    |       |
| 16. April | Hans Kania                                     | deutscher Gymnasiallehrer, Kunst- und Stadthistoriker                                                              | 68    |       |
| 17. April | August Crone-Münzebrock                        | deutscher Landwirt und Politiker (Zentrum), MdR                                                                    | 64    |       |
| 17. April | G. B. Samuelson                                | britischer Filmproduzent und -regisseur                                                                            | 57    |       |
| 18. April | Paul Bürck                                     | deutscher Maler, Graphiker und Textilgestalter                                                                     | 68    |       |
| 18. April | Benny Leonard                                  | US-amerikanischer Boxer                                                                                            | 51    |       |
| 18. April | Fred B. Norman                                 | US-amerikanischer Politiker                                                                                        | 65    |       |
| 18. April | Marie Reisenhofer                              | österreichisch-deutsche Schauspielerin                                                                             | 81    |       |
| 18. April | George B. Terrell                              | US-amerikanischer Politiker                                                                                        | 84    |       |
| 18. April | Jozef Tiso                                     | slowakischer katholischer Priester, während des Zweiten Weltkrieges Staatspräsident des autonomen Staates Slowakei | 59    |       |
| 19. April | Walter Benninghaus                             | deutscher Gewerkschafter und Politiker                                                                             | 49    |       |
| 19. April | Charles Bidwill                                | US-amerikanischer Sportunternehmer                                                                                 | 51    |       |
| 19. April | Hugo Bremer                                    | deutscher Unternehmer und Erfinder                                                                                 | 78    |       |
| 19. April | Franz Häfele                                   | österreichischer Historiker und Heimatforscher                                                                     | 58    |       |
| 19. April | Max Mühlberg                                   | Schweizer Geologe                                                                                                  | 74    |       |
| 19. April | Michael Rott                                   | deutscher Politiker (CDU), MdL                                                                                     | 49    |       |
| 19. April | Elisabeth von Sydow                            | deutsche Gebrauchsgrafikerin und Illustratorin                                                                     | 59    |       |
| 20. April | Bernhard Breloer                               | deutscher Indologe und Rechtshistoriker                                                                            | 52    |       |
| 20. April | Christian X.                                   | König von Dänemark                                                                                                 | 76    |       |
| 20. April | Simón I. Patiño                                | bolivianischer Zinn-Baron                                                                                          | 84    |       |
| 21. April | Walter Boenicke                                | deutscher General                                                                                                  | 51    |       |
| 21. April | Ludwig Fliegel                                 | Schweizer Zahnarzt und Bekämpfer von Tierversuchen                                                                 | 81    |       |
| 21. April | Friedrich Gempp                                | deutscher Generalmajor, Chef der Abteilung Abwehr der Reichswehr                                                   | 73    |       |
| 21. April | Helene Potjewyd                                | Kunstsammlerin | 74    |       |
| 21. April | Heitor da Silva Costa                          | brasilianischer Bauingenieur                                                                                       | 73    |       |
| 22. April | Alexander Bertrand                             | deutscher Genre- und Interieurmaler der Düsseldorfer Schule                                                        | 69    |       |
| 22. April | Marie Dücker                                   | deutschbaltische Malerin und Kunstlehrerin                                                                         | 99    |       |
| 22. April | Charles ffoulkes                               | britischer Künstler, Waffenhistoriker und Kurator                                                                  | 78    |       |
| 22. April | Moritz Henschel                                | Vorsitzender der Jüdischen Gemeinde zu Berlin                                                                      | 68    |       |
| 22. April | Paul Konitzer                                  | deutscher Hygieniker, Sozialmediziner und Gesundheitspolitiker                                                     | 53    |       |
| 23. April | Édouard Chatton                                | französischer Biologe                                                                                              | 63    |       |
| 23. April | Otto Ilsemann                                  | deutscher Verwaltungsbeamter                                                                                       | 79    |       |
| 23. April | Gyula Károlyi                                  | ungarischer Adeliger und Politiker                                                                                 | 75    |       |
| 23. April | Julius von Kreyfelt                            | deutscher Maler der Düsseldorfer Schule und Gastwirt                                                               | 83    |       |
| 23. April | Adolf Theuer                                   | deutscher Kriegsverbrecher und Mitglied der SS                                                                     | 26    |       |
| 24. April | August Beise                                   | deutscher Lehrer und Politiker (DVP), MdL                                                                          | 80    |       |
| 24. April | Willa Cather                                   | US-amerikanische Schriftstellerin                                                                                  | 73    |       |
| 24. April | Emily Patricia Gibson                          | neuseeländische Suffragette, Journalistin und politische Aktivistin                                                | 82    |       |
| 24. April | Hoàng Hữu Nam                                  | vietnamesischer Unabhängigkeitskämpfer, Politiker und Diplomat                                                     |       |       |
| 24. April | Margarete Mauthner                             | deutsche Kunstsammlerin, Mäzenin, Übersetzerin und Autorin                                                         | 83    |       |
| 24. April | Evalyn Walsh McLean                            | US-amerikanischer Unternehmerstochter, letzte private Besitzerin des Hope-Diamanten                                | 60    |       |
| 24. April | Othmar Schimkowitz                             | österreichischer Bildhauer                                                                                         | 82    |       |
| 25. April | John Crichton-Stuart, 4. Marquess of Bute      | britischer Adliger                                                                                                 | 65    |       |
| 25. April | Marie Hager                                    | deutsche Landschafts- und Architekturmalerin                                                                       | 75    |       |
| 25. April | Heinrich Klinger                               | österreichischer Architekt und Maler                                                                               | 50    |       |
| 25. April | Friedrich Wilhelm Kritzinger                   | deutscher Ministerialdirektor in der Reichskanzlei während der Zeit des Nationalsozialismus                        | 57    |       |
| 25. April | Anna Sage                                      | rumänische Prostituierte und Bordellmanagerin                                                                      |       |       |
| 26. April | Carl Gruhl                                     | deutscher Bergbauunternehmer                                                                                       | 84    |       |
| 26. April | Frank E. Hughes                                | US-amerikanischer Artdirector und Szenenbildner                                                                    | 53    |       |
| 26. April | Arthur Ungnad                                  | deutscher Semitist und Altorientalist                                                                              | 67    |       |
| 27. April | Heinrich Altherr                               | Schweizer Maler | 69    |       |
| 27. April | Georg Dieckmann                                | deutscher Maler, Radierer und Kunstlehrer                                                                          | 84    |       |
| 27. April | Paul Gruner                                    | deutscher Politiker (KPD, später SED)                                                                              | 57    |       |
| 28. April | Theodor Arps                                   | deutscher Marineoffizier, zuletzt Vizeadmiral im Zweiten Weltkrieg                                                 | 63    |       |
| 28. April | Hans Becker                                    | deutscher Jurist und Bürgermeister von Minden                                                                      | 69    |       |
| 29. April | Richard Merrill Atkinson                       | US-amerikanischer Politiker                                                                                        | 53    |       |
| 29. April | Samuel Chapman                                 | britischer Politiker                                                                                               |       |       |
| 29. April | Karel Čurda                                    | tschechischer Widerstandskämpfer im Zweiten Weltkrieg                                                              | 35    |       |
| 29. April | Irving Fisher                                  | US-amerikanischer Ökonom                                                                                           | 80    |       |
| 29. April | Clarence Gaskill                               | US-amerikanischer Liedtexter und Songwriter                                                                        | 55    |       |
| 29. April | Adolf von Massenbach                           | preußischer Landrat und Regierungspräsident                                                                        | 78    |       |
| 29. April | Daniel F. Minahan                              | US-amerikanischer Politiker                                                                                        | 69    |       |
| 30. April | Yngvar Bryn                                    | norwegischer Eiskunstläufer                                                                                        | 65    |       |
| 30. April | Francesc Cambó                                 | katalanischer konservativer Politiker                                                                              | 70    |       |
| 30. April | Emilio Carrere Moreno                          | spanischer Schriftsteller                                                                                          | 65    |       |
| 30. April | Karl Rahm                                      | österreichischer Lagerkommandant des Ghetto Theresienstadt (1944–1945)                                             | 40    |       |
| 30. April | Almroth Wright                                 | britischer Mikrobiologe, Pathologe und Immunologe                                                                  | 85    |       |
|           | Henny Nordländer                               | deutsche Theaterschauspielerin und Schriftstellerin                                                                |       |       |

## Mai
| Tag     | Name                                                    | Beruf, bekannt als | Alter | Beleg |
| ------- | ------------------------------------------------------- | --- | ----- | ----- |
| 1. Mai  | Josef Feinhals                                          | deutscher Unternehmer (Tabakhändler), Kunstmäzen und Sammler                                                                | 79    |       |
| 2. Mai  | Minna Bahnson                                           | deutsche Politikerin (DDP), MdBB und Frauenrechtlerin                                                                       | 81    |       |
| 2. Mai  | Rudolf Beyendorff                                       | deutscher Jurist, Kommunalpolitiker, „Der Vater von Lankwitz“                                                               | 70    |       |
| 2. Mai  | Dorothea Binz                                           | deutsche Oberaufseherin im KZ Ravensbrück                                                                                   | 27    |       |
| 2. Mai  | Grete Boesel                                            | deutsche Aufseherin im KZ Ravensbrück                                                                                       | 38    |       |
| 2. Mai  | Friedrich Ebsen                                         | deutscher SS-Unterscharführer und Lagerführer des KZ Schandelah                                                             | 58    |       |
| 2. Mai  | Adolf Erbslöh                                           | deutscher Maler | 65    |       |
| 2. Mai  | Hugo Flink                                              | österreichischer Schauspieler                                                                                               | 67    |       |
| 2. Mai  | Carl Götze                                              | deutscher Pädagoge und Schulreformer                                                                                        | 82    |       |
| 2. Mai  | Ruth Elfriede Hildner                                   | deutsche SS-Aufseherin in verschiedenen KZs                                                                                 | 27    |       |
| 2. Mai  | Elisabeth Marschall                                     | Oberschwester im KZ Ravensbrück                                                                                             | 60    |       |
| 2. Mai  | William Moulton Marston                                 | US-amerikanischer Psychologe und Comic-Zeichner                                                                             | 53    |       |
| 2. Mai  | Heinrich Pahlings                                       | deutscher Politiker (NSDAP), MdR und SA-Führer                                                                              | 43    |       |
| 2. Mai  | Piroska Tábori                                          | ungarische Schriftstellerin und Übersetzerin                                                                                | 54    |       |
| 3. Mai  | Hans-Henning von Alten                                  | deutscher Offizier, Generalmajor der Wehrmacht im Zweiten Weltkrieg                                                         | 56    |       |
| 3. Mai  | Gustav Binder                                           | österreichischer SS-Unterscharführer im KZ Ravensbrück                                                                      | 36    |       |
| 3. Mai  | Ferdinand Brommer                                       | deutscher Geistlicher und Professor für die höheren Studien                                                                 | 70    |       |
| 3. Mai  | Harry Holman                                            | US-amerikanischer Schauspieler                                                                                              | 85    |       |
| 3. Mai  | Julius de Praetere                                      | belgischer Maler, Grafiker und Verleger                                                                                     | 68    |       |
| 3. Mai  | Ludwig Ramdohr                                          | deutscher Polizist, Mitarbeiter der Politischen Abteilung im KZ Ravensbrück                                                 | 37    |       |
| 3. Mai  | Rolf Rosenthal                                          | deutscher KZ-Arzt | 36    |       |
| 3. Mai  | Gerhard Schiedlausky                                    | deutscher KZ-Arzt | 41    |       |
| 3. Mai  | Werner Schulz                                           | deutscher Fußballspieler | 33    |       |
| 3. Mai  | Johann Schwarzhuber                                     | deutscher SS-Obersturmführer und Schutzhaftlagerführer                                                                      | 42    |       |
| 3. Mai  | Raphael Straus                                          | deutsch-amerikanischer Historiker                                                                                           | 60    |       |
| 4. Mai  | Karl Jarick                                             | deutscher kommunistischer Widerstandskämpfer                                                                                | 55    |       |
| 4. Mai  | Fritz Kunz                                              | Schweizer Maler, Kirchenmaler, Zeichner und Mosaizist                                                                       | 79    |       |
| 4. Mai  | Ferdinand Marek                                         | österreichischer Diplomat                                                                                                   | 66    |       |
| 4. Mai  | Walter Nicolai                                          | deutscher Militär, Oberst und Chef des deutschen Geheimdienstes III b während des Ersten Weltkrieges                        | 73    |       |
| 4. Mai  | Carl von Oberkamp                                       | deutscher Offizier, SS-Brigadeführer und Generalmajor der Waffen-SS                                                         | 53    |       |
| 4. Mai  | Wilhelm Rautenstrauch                                   | deutscher Politiker (DDP, DStP, LP, FDP), MdL                                                                               | 84    |       |
| 4. Mai  | Johannes Reimers                                        | deutscher Politiker (KPD), MdL                                                                                              | 62    |       |
| 4. Mai  | Franz Steiner                                           | österreichischer Politiker (CSP), Abgeordneter zum Nationalrat                                                              | 72    |       |
| 5. Mai  | Julius Fressel                                          | deutscher Mediziner (Gynäkologe)                                                                                            | 89    |       |
| 5. Mai  | Charles L. Gerlach                                      | US-amerikanischer Politiker                                                                                                 | 51    |       |
| 5. Mai  | Hartwig von Ludwiger                                    | deutscher Offizier, zuletzt Generalleutnant im Zweiten Weltkrieg                                                            | 51    |       |
| 5. Mai  | Josef Manner                                            | österreichischer Unternehmer                                                                                                | 81    |       |
| 5. Mai  | Ethel Spowers                                           | australische Künstlerin | 56    |       |
| 6. Mai  | Fritz Bachmann                                          | deutscher Botaniker | 59    |       |
| 6. Mai  | Julius Endlweber                                        | österreichischer Maler | 55    |       |
| 6. Mai  | William J. Fitzgerald                                   | US-amerikanischer Politiker                                                                                                 | 60    |       |
| 6. Mai  | Louise Homer                                            | US-amerikanische Opernsängerin                                                                                              | 76    |       |
| 6. Mai  | Toni Impekoven                                          | deutscher Komiker, Bühnen- und Drehbuchautor und Kabarettist                                                                | 65    |       |
| 6. Mai  | Peter Joseph Monahan                                    | kanadischer Geistlicher, römisch-katholischer Erzbischof von Regina                                                         | 65    |       |
| 6. Mai  | August Stauch                                           | deutscher Entdecker der Diamantenvorkommen bei Lüderitz, Namibia                                                            | 69    |       |
| 7. Mai  | Carlo Bazzi                                             | italienischer Maler | 71    |       |
| 7. Mai  | Forest Montgomery                                       | US-amerikanischer Tennisspieler                                                                                             | 72    |       |
| 7. Mai  | Franz Weber                                             | österreichischer Fußballspieler                                                                                             | 58    |       |
| 8. Mai  | Otto Bochum                                             | deutscher Landwirt und Kommunalpolitiker (NSDAP)                                                                            | 49    |       |
| 8. Mai  | Carl Oscar Borg                                         | schwedisch-amerikanischer Maler, Kunstpädagoge und Grafiker                                                                 | 68    |       |
| 8. Mai  | Henning E. Brøndum                                      | dänischer Nationalsozialist                                                                                                 | 31    |       |
| 8. Mai  | Attilio Ferraris                                        | italienischer Fußballspieler                                                                                                | 43    |       |
| 8. Mai  | Finly H. Gray                                           | US-amerikanischer Politiker                                                                                                 | 83    |       |
| 8. Mai  | Cassius Keyser                                          | US-amerikanischer Mathematiker                                                                                              | 84    |       |
| 8. Mai  | Harry Gordon Selfridge                                  | US-amerikanischer Kaufmann                                                                                                  | 89    |       |
| 8. Mai  | Walrab von Wangenheim                                   | deutscher Jurist und Politiker (DHP, NLP), MdL                                                                              | 62    |       |
| 9. Mai  | Evripidis Bakirtzis                                     | griechischer Offizier, Politiker und Ministerpräsident                                                                      |       |       |
| 9. Mai  | Willie Francis                                          | US-amerikanischer zeitweiser Überlebender einer amtlichen Exekution                                                         | 18    |       |
| 9. Mai  | Max Jaunez                                              | deutscher Unternehmer und Politiker, MdR                                                                                    | 74    |       |
| 9. Mai  | Rudolf Kolbe                                            | deutscher Architekt und Kunstgewerbler                                                                                      | 73    |       |
| 10. Mai | Erwin H. Barbour                                        | US-amerikanischer Geologe und Paläontologe                                                                                  | 91    |       |
| 10. Mai | Rudolf Heymann                                          | deutscher Jurist | 72    |       |
| 10. Mai | Florian Klöckner                                        | deutscher Wirtschafts-Manager und Politiker (Zentrum), MdR                                                                  | 78    |       |
| 10. Mai | Juliusz Osterwa                                         | polnischer Theaterregisseur und Schauspieler                                                                                | 61    |       |
| 10. Mai | Ludwig Schunk                                           | deutscher Fabrikant und Mitbegründer der Firma Schunk und Ebe oHG                                                           | 63    |       |
| 10. Mai | Josef Vinzl                                             | österreichischer Politiker (NWB, fraktionslos), Abgeordneter zum Nationalrat                                                | 79    |       |
| 10. Mai | Adolf Wedderwille                                       | deutscher Politiker (NSDAP), MdR, Kreisleiter in Lippe                                                                      | 51    |       |
| 11. Mai | Frederic William Goudy                                  | US-amerikanischer Typograf                                                                                                  | 82    |       |
| 11. Mai | Serafin Koda                                            | kosovarischer römisch-katholischer Ordenspriester und Märtyrer                                                              | 54    |       |
| 11. Mai | Franz Mikorey                                           | deutscher Dirigent, Pianist, Komponist und Generalmusikdirektor                                                             | 73    |       |
| 11. Mai | Oscar Mügel                                             | preußischer Ministerialbeamter                                                                                              | 89    |       |
| 11. Mai | Richard Ohnsorg                                         | deutscher Schauspieler und Theaterleiter                                                                                    | 71    |       |
| 11. Mai | Ture Rangström                                          | schwedischer Komponist, Dirigent, Gesangslehrer und Musikkritiker                                                           | 62    |       |
| 12. Mai | Cyril Deverell                                          | britischer Feldmarschall und Chef des Imperialen Generalstabes                                                              | 72    |       |
| 13. Mai | Richard Borek                                           | Briefmarkenhändler, Drucker, Kaufmann und Verleger                                                                          | 72    |       |
| 13. Mai | Walter Conz                                             | deutscher Kunstmaler und Radierer                                                                                           | 74    |       |
| 13. Mai | Wilhelm Pinder                                          | deutscher Kunsthistoriker                                                                                                   | 68    |       |
| 14. Mai | John R. Sinnock                                         | US-amerikanischer Graveur, bildender Künstler und Hochschullehrer                                                           | 58    |       |
| 15. Mai | Georg Barth                                             | deutscher Jurist und Politiker (DNVP), MdR                                                                                  | 70    |       |
| 15. Mai | Thomas Henry Holland                                    | britischer Geologe und Hochschullehrer                                                                                      | 78    |       |
| 15. Mai | Pierre Charles Edmond Jabouille                         | französischer Ornithologe, Kolonialverwalter in Indochina                                                                   | 71    |       |
| 16. Mai | Waldemar Becké                                          | Oberbürgermeister von Bremerhaven                                                                                           | 68    |       |
| 16. Mai | Heinrich Breimer                                        | hessischer Politiker und Landtagsabgeordneter Großherzogtum Hessen                                                          | 79    |       |
| 16. Mai | Michael Joseph Curley                                   | irischer Geistlicher, Erzbischof von Baltimore                                                                              | 67    |       |
| 16. Mai | Frederick Gowland Hopkins                               | britischer Biochemiker | 85    |       |
| 16. Mai | Samuel Vance                                            | kanadischer Sportschütze | 68    |       |
| 16. Mai | Francis Joseph Wall                                     | irischer Geistlicher, Weihbischof in Dublin                                                                                 | 80    |       |
| 17. Mai | Gustav Dillner                                          | deutscher Weber und Politiker                                                                                               | 84    |       |
| 17. Mai | Ignacy Dygas                                            | polnischer Sänger (Tenor)                                                                                                   | 65    |       |
| 17. Mai | George William Forbes                                   | neuseeländischer Politiker, Premierminister von Neuseeland (1930–1935)                                                      | 78    |       |
| 17. Mai | Alfred Horstmann                                        | deutscher Diplomat | 67    |       |
| 17. Mai | Wolfgang Muff                                           | deutscher Offizier, zuletzt General der Infanterie                                                                          | 67    |       |
| 17. Mai | Karl von Schwartz                                       | deutscher Rittergutsbesitzer und Hofbeamter                                                                                 | 75    |       |
| 17. Mai | Hugo Visscher                                           | niederländischer Kirchenhistoriker, reformierter Theologe und Politiker                                                     | 82    |       |
| 18. Mai | Edmund Fitzalan-Howard, 1. Viscount FitzAlan of Derwent | britischer Adliger und Politiker                                                                                            | 91    |       |
| 18. Mai | Fritz Liphardt                                          | deutscher Jurist, Gestapo-Mitarbeiter und SS-Führer                                                                         | 42    |       |
| 18. Mai | Karl Luyken                                             | deutscher Geophysiker | 73    |       |
| 18. Mai | George MacKenzie Brewer                                 | kanadischer Organist, Pianist, Komponist und Musikpädagoge                                                                  | 57    |       |
| 18. Mai | Johann Wimmer                                           | österreichischer Politiker (CSP), Abgeordneter zum Nationalrat                                                              | 73    |       |
| 19. Mai | Giovanni Delise                                         | italienischer Ruderer | 39    |       |
| 19. Mai | Otto Handwerker                                         | deutscher Bibliothekar | 69    |       |
| 19. Mai | John Heijning                                           | niederländischer Fußballspieler                                                                                             | 62    |       |
| 19. Mai | Paul Klaproth                                           | deutscher Bankier und Wirtschaftsführer                                                                                     | 84    |       |
| 20. Mai | Bruno Bräuer                                            | deutscher General der Fallschirmtruppe und Kriegsverbrecher                                                                 | 54    |       |
| 20. Mai | Wilhelm Haack                                           | deutscher Geologe | 64    |       |
| 20. Mai | Friedrich Wilhelm Hendel                                | deutscher Antiquar, Verleger und Buchhändler                                                                                | 59    |       |
| 20. Mai | Kitano Tsunetomi                                        | japanischer Maler während der Taishō- und frühen Shōwa-Zeit                                                                 | 66    |       |
| 20. Mai | Johann Kroog                                            | deutscher Politiker (SPD), MdBB                                                                                             | 69    |       |
| 20. Mai | Philipp Lenard                                          | deutscher Physiker, Nobelpreis für Physik 1905                                                                              | 84    |       |
| 20. Mai | Friedrich-Wilhelm Müller                                | deutscher General der Infanterie im Zweiten Weltkrieg                                                                       | 49    |       |
| 20. Mai | Armas Pesonen                                           | finnischer Speerwerfer | 62    |       |
| 21. Mai | Heinrich Eckholdt                                       | deutscher Kaufmann und Politiker                                                                                            | 76    |       |
| 21. Mai | Friedrich Hiller                                        | deutscher Pfarrer und Schriftsteller                                                                                        | 86    |       |
| 21. Mai | Lorenz Krapp                                            | deutscher Politiker, Dichter und Jurist                                                                                     | 64    |       |
| 21. Mai | Flora Thompson                                          | englische Dichterin | 70    |       |
| 22. Mai | Marie von Bülow                                         | deutsche Schauspielerin | 73    |       |
| 22. Mai | Georg Falck                                             | deutscher Architekt und Bauunternehmer                                                                                      | 68    |       |
| 22. Mai | Edwin Hedley                                            | US-amerikanischer Ruderer                                                                                                   | 82    |       |
| 22. Mai | Vincenzo Jerace                                         | italienischer Bildhauer, Dekorateur und Zeichner                                                                            | 85    |       |
| 22. Mai | Pierre Lelong                                           | französischer General | 55    |       |
| 22. Mai | Lloyd Osbourne                                          | amerikanischer Schriftsteller                                                                                               | 79    |       |
| 22. Mai | Ewald Siegert                                           | deutscher Organist, Kantor und Komponist                                                                                    | 71    |       |
| 23. Mai | Bob Clements                                            | schottischer Fußballspieler                                                                                                 | 81    |       |
| 23. Mai | Charles-Ferdinand Ramuz                                 | Schweizer Schriftsteller | 68    |       |
| 23. Mai | Werner Thormann                                         | deutscher Journalist | 53    |       |
| 24. Mai | Frederick Van Ness Bradley                              | US-amerikanischer Politiker                                                                                                 | 49    |       |
| 24. Mai | Heinrich Dubbel                                         | deutscher Hochschullehrer für Maschinenbau und Fachbuchautor                                                                | 74    |       |
| 24. Mai | Hanns In der Gand                                       | Schweizer Volksliedsammler und Soldatensänger                                                                               | 65    |       |
| 24. Mai | Albert Guyot                                            | französischer Automobilrennfahrer und Unternehmer                                                                           | 65    |       |
| 24. Mai | Robert Kothe                                            | deutscher Rechtsanwalt, Komponist, Dichter, Geigenspieler, Schauspieler, Sänger                                             | 78    |       |
| 24. Mai | Henry Lascelles, 6. Earl of Harewood                    | britischer Soldat und Peer                                                                                                  | 64    |       |
| 24. Mai | Øistein Schirmer                                        | norwegischer Turner | 68    |       |
| 24. Mai | Peter Tischleder                                        | deutscher römisch-katholischer Theologe                                                                                     | 56    |       |
| 25. Mai | Perry Belmont                                           | US-amerikanischer Politiker, Diplomat und Offizier                                                                          | 95    |       |
| 25. Mai | Rupert Bunny                                            | anglo-australischer Maler                                                                                                   | 82    |       |
| 25. Mai | Philippe Zinda Kaboré                                   | obervoltaischer und französischer Politiker, Mitglied der Nationalversammlung                                               | 26    |       |
| 25. Mai | Alfred Meiche                                           | deutscher Historiker, Volkskundler und Sprachforscher                                                                       | 76    |       |
| 25. Mai | Fritz von Selle                                         | deutscher Generalleutnant                                                                                                   | 78    |       |
| 25. Mai | Johannes Wolf                                           | deutscher Musikwissenschaftler, Bibliothekar und Hochschullehrer                                                            | 78    |       |
| 26. Mai | Helen Aitchison                                         | britische Tennisspielerin                                                                                                   | 65    |       |
| 26. Mai | Stephan Lehner                                          | deutscher Missionar und Ethnologe                                                                                           | 70    |       |
| 26. Mai | Hugh Thomas Miller                                      | US-amerikanischer Politiker                                                                                                 | 80    |       |
| 27. Mai | Stefan Barczay                                          | deutscher SS-Sturmführer | 36    |       |
| 27. Mai | Jakob Brenneisen                                        | deutscher Ökonomierat, Politiker, Parlamentarier der Bayerischen Volkspartei                                                | 78    |       |
| 27. Mai | Hans Hegenscheidt                                       | deutscher KZ-Wächter im KZ Mauthausen                                                                                       |       |       |
| 27. Mai | Franz Kautny                                            | tschechischer KZ-Wächter im KZ Mauthausen                                                                                   | 39    |       |
| 27. Mai | Vinzenz Nohel                                           | österreichischer Nationalsozialist und NS-Täter                                                                             | 44    |       |
| 27. Mai | Adolf Zutter                                            | deutscher SS-Hauptsturmführer                                                                                               | 58    |       |
| 28. Mai | Johann Altfuldisch                                      | deutscher SS-Obersturmführer, zweiter Schutzhaftlagerführer im KZ Mauthausen                                                | 35    |       |
| 28. Mai | Gustav Ehlers                                           | deutscher Handwerker, Gastwirt, Angestellter und Mitglied der Lübecker Bürgerschaft                                         | 74    |       |
| 28. Mai | August Eigruber                                         | österreichischer Politiker (NSDAP), MdR, Gauleiter von Oberdonau und Landeshauptmann von Oberösterreich                     | 40    |       |
| 28. Mai | Friedrich Entress                                       | deutscher SS-Mediziner | 32    |       |
| 28. Mai | Wilhelm Henkel                                          | deutscher Zahnarzt im KZ Mauthausen                                                                                         | 37    |       |
| 28. Mai | Wilhelm Jobst                                           | deutscher KZ-Arzt und SS-Hauptsturmführer                                                                                   | 34    |       |
| 28. Mai | Eduard Krebsbach                                        | Standortarzt im KZ Mauthausen                                                                                               | 52    |       |
| 28. Mai | Julius Ludolf                                           | deutscher SS-Obersturmführer, Mitglied der Waffen-SS und Kommandant diverser Nebenlager des KZ Mauthausen in Oberösterreich | 54    |       |
| 28. Mai | August Trendel                                          | deutscher Jurist und Politiker (Zentrum), MdR                                                                               | 75    |       |
| 28. Mai | Erich Wasicky                                           | österreichischer Lager-Apotheker im Konzentrationslager Mauthausen                                                          | 36    |       |
| 28. Mai | Milton H. Welling                                       | US-amerikanischer Politiker                                                                                                 | 71    |       |
| 28. Mai | Waldemar Wolter                                         | deutscher Lagerarzt in mehreren Konzentrationslagern                                                                        | 39    |       |
| 28. Mai | Viktor Zoller                                           | deutscher SS-Hauptsturmführer und Adjutant in Konzentrationslagern                                                          | 34    |       |
| 29. Mai | Franz Böhme                                             | österreichischer Offizier und General der Gebirgstruppe der deutschen Wehrmacht                                             | 62    |       |
| 29. Mai | Robert Brendel                                          | Studienrat und Schriftsteller                                                                                               | 57    |       |
| 29. Mai | Josef Goller                                            | deutscher Glasmaler | 79    |       |
| 29. Mai | Theodor Längin                                          | deutscher Bibliothekar und Germanist                                                                                        | 80    |       |
| 29. Mai | Heinz Wismann                                           | deutscher Germanist und Ministerialrat                                                                                      | 49    |       |
| 30. Mai | Robert George Clements                                  | britischer Chirurg |       |       |
| 30. Mai | Rudolf Hildebrand                                       | österreichischer Architekt                                                                                                  | 61    |       |
| 30. Mai | Sydney Nicholson                                        | englischer Organist und Musikpädagoge                                                                                       | 72    |       |
| 30. Mai | Georg Ludwig von Trapp                                  | österreichischer U-Boot-Kommandant und Vater der singenden Trapp-Familie                                                    | 67    |       |
| 31. Mai | Adrienne Ames                                           | US-amerikanische Filmschauspielerin                                                                                         | 39    |       |
| 31. Mai | Federico Baistrocchi                                    | italienischer General und Politiker                                                                                         | 75    |       |
| 31. Mai | Henri Casadesus                                         | französischer Musiker und Komponist                                                                                         | 67    |       |
| 31. Mai | Peter Dolfen                                            | US-amerikanischer Sportschütze                                                                                              | 67    |       |

## Juni
| Tag      | Name                              | Beruf, bekannt als | Alter | Beleg |
| -------- | --------------------------------- | --- | ----- | ----- |
| 1. Juni  | David Enskog                      | schwedischer theoretischer Physiker                                                                                           | 63    |       |
| 1. Juni  | Charles Josiah Galpin             | US-amerikanischer Soziologe                                                                                                   | 83    |       |
| 1. Juni  | Gunnar Hammershaimb               | färöischer Schiffbauingenieur                                                                                                 | 85    |       |
| 1. Juni  | Anna Hofman-Uddgren               | schwedische Schauspielerin und Cabaret-Sängerin, Music Hall- und Revue-Künstlerin, sowie Theater- und Filmregisseurin         | 79    |       |
| 1. Juni  | Carl von Schubert                 | deutscher Staatsbeamter und Diplomat                                                                                          | 64    |       |
| 1. Juni  | Robert Tikkanen                   | finnischer Sportschütze und Architekt                                                                                         | 59    |       |
| 2. Juni  | John Gretton, 1. Baron Gretton    | britischer Segler und Politiker                                                                                               | 79    |       |
| 2. Juni  | Otto Keller                       | deutscher Politiker (DVP) | 67    |       |
| 2. Juni  | Stepan Maximowitsch Petritschenko | russischer Matrose |       |       |
| 2. Juni  | Jesse Reno                        | US-amerikanischer Ingenieur, Erfinder des Vorgängers der Rolltreppe                                                           | 85    |       |
| 4. Juni  | Willy Maß                         | deutscher Architekt | 67    |       |
| 4. Juni  | Peter Weyer                       | deutscher Offizier, zuletzt General der Artillerie im Zweiten Weltkrieg                                                       | 67    |       |
| 4. Juni  | Zaven Der Yeghiayan               | armenischer Geistlicher | 78    |       |
| 5. Juni  | Karol Bohdanowicz                 | polnisch-russischer Geologe und Hochschullehrer                                                                               | 82    |       |
| 5. Juni  | Nils Chrisander                   | schwedischer Schauspieler und Filmregisseur                                                                                   | 63    |       |
| 5. Juni  | August Kraak                      | antifaschistischer Widerstandskämpfer                                                                                         | 45    |       |
| 6. Juni  | S. H. Dudley                      | US-amerikanischer Sänger | 83    |       |
| 6. Juni  | Peter Feistritzer                 | österreichischer Offizier, SS-Oberführer, MdR und Gauleiter von Kärnten (1936–1938)                                           | 46    |       |
| 6. Juni  | Alphonse Martin                   | kanadischer Organist, Pianist und Musikpädagoge                                                                               | 63    |       |
| 6. Juni  | Erich Schultze                    | deutscher Reichsgerichtsrat                                                                                                   | 66    |       |
| 6. Juni  | José Marques da Silva             | portugiesischer Architekt | 77    |       |
| 6. Juni  | Eduard Sochor                     | tschechischer Architekt | 84    |       |
| 7. Juni  | Meredith Colket                   | US-amerikanischer Leichtathlet                                                                                                | 68    |       |
| 7. Juni  | Katharina Kippenberg              | deutsche Herausgeberin | 71    |       |
| 7. Juni  | Slavko Kvaternik                  | kroatischer Politiker und Offizier                                                                                            | 68    |       |
| 7. Juni  | Miroslav Navratil                 | kroatisches Fliegerass, General und Verteidigungsminister im Unabhängigen Staat Kroatien                                      | 53    |       |
| 7. Juni  | Julio Tello                       | peruanischer Mediziner, Anthropologe und Archäologe                                                                           | 67    |       |
| 8. Juni  | Giacomo Albanese                  | italienischer Mathematiker | 56    |       |
| 8. Juni  | H. C. Baldridge                   | US-amerikanischer Politiker und Gouverneur des Bundesstaates Idaho (1927–1931)                                                | 78    |       |
| 8. Juni  | John Decker                       | britisch-US-amerikanischer Maler deutscher Herkunft                                                                           | 51    |       |
| 8. Juni  | Justus B. Entz                    | US-amerikanischer Elektrotechniker und Erfinder                                                                               | 79    |       |
| 8. Juni  | Amélie Zurcher                    | französische Begründerin des elsässischen Kalibergbaus                                                                        | 88    |       |
| 9. Juni  | Roland Allen                      | britischer anglikanischer Pfarrer, Missionar und Autor                                                                        | 78    |       |
| 9. Juni  | Reginald Bacon                    | Admiral der Royal Navy | 83    |       |
| 9. Juni  | Augusto Giacometti                | Schweizer Maler | 69    |       |
| 9. Juni  | Carlos Hormazábal                 | chilenischer Fußballspieler                                                                                                   | 61/62 |       |
| 9. Juni  | Johannes Prüfer                   | deutscher Pädagoge und Fröbelforscher                                                                                         | 64    |       |
| 9. Juni  | Władysław Raczkiewicz             | polnischer Beamter und Politiker                                                                                              | 62    |       |
| 10. Juni | Josef Berger                      | österreichischer Buchhändler                                                                                                  | 56    |       |
| 10. Juni | Addison James                     | US-amerikanischer Politiker                                                                                                   | 97    |       |
| 10. Juni | Jean-Pierre Mourer                | französischer Politiker | 49    |       |
| 10. Juni | Hermann Sietmann                  | deutscher Widerstandskämpfer gegen den Nationalsozialismus                                                                    | 50    |       |
| 10. Juni | Fjodor Wassiljewitsch Zerewitinow | russischer Chemiker | 72    |       |
| 11. Juni | Emil Batliner                     | liechtensteinischer Politiker                                                                                                 | 78    |       |
| 11. Juni | Carl Corbach                      | deutscher Violinvirtuose, Orchesterleiter und Leiter des Konservatoriums für Musik Sondershausen                              | 80    |       |
| 11. Juni | Cosme Damião                      | portugiesischer Fußballspieler                                                                                                | 61    |       |
| 11. Juni | William R. Green                  | US-amerikanischer Jurist und Politiker                                                                                        | 90    |       |
| 11. Juni | Richard Hönigswald                | deutsch-US-amerikanischer Philosoph                                                                                           | 71    |       |
| 11. Juni | Dschaʿfar Pischewari              | persisch-aserbaidschanischer Politiker                                                                                        | 53    |       |
| 11. Juni | James Willard Schultz             | amerikanischer Schriftsteller                                                                                                 | 87    |       |
| 11. Juni | David I. Walsh                    | US-amerikanischer Politiker                                                                                                   | 74    |       |
| 11. Juni | Hermann Wintz                     | deutscher Gynäkologe, Geburtshelfer, Röntgenologe und Hochschullehrer                                                         | 59    |       |
| 12. Juni | Paul Langemak                     | deutscher Jurist und Politiker (DNVP)                                                                                         | 79    |       |
| 12. Juni | Jāzeps Mediņš                     | lettischer Komponist | 70    |       |
| 12. Juni | Ernst Riess                       | deutsch-amerikanischer Klassischer Philologe                                                                                  | 81    |       |
| 13. Juni | Rudolf Friedrichs                 | deutscher Politiker (SPD, SED), Oberbürgermeister von Dresden, Ministerpräsident des Freistaates Sachsen (1945–1947)          | 55    |       |
| 13. Juni | Frantz Funck-Brentano             | französischer Schriftsteller, Historiker und Theaterautor                                                                     | 84    |       |
| 14. Juni | Minerva Chapman                   | US-amerikanische Malerin | 89    |       |
| 14. Juni | Walter Kolzen                     | deutscher Fußballspieler | 48    |       |
| 14. Juni | František Krásný                  | tschechischer Architekt | 81    |       |
| 14. Juni | Albert Marquet                    | französischer Maler | 72    |       |
| 14. Juni | Mizzi Zwerenz                     | österreichische Operettensängerin (Sopran) sowie Theater- und Filmschauspielerin                                              | 70    |       |
| 16. Juni | Walter von Brüning                | deutscher Verwaltungsbeamter, Rittergutsbesitzer, Parlamentarier und Bibliophiler                                             | 77    |       |
| 16. Juni | Jean Capart                       | belgischer Ägyptologe | 70    |       |
| 16. Juni | Bronisław Huberman                | polnischer Violinist | 64    |       |
| 16. Juni | Eduard Lindner                    | österreichischer Politiker (SDAP), Landtagsabgeordneter                                                                       | 72    |       |
| 16. Juni | Alexander Neumann                 | österreichischer Architekt | 85    |       |
| 16. Juni | Friedrich Nölke                   | deutscher Pädagoge und Astronom                                                                                               | 69    |       |
| 16. Juni | Francesco Petronelli              | italienischer römisch-katholischer Geistlicher, Erzbischof von Trani                                                          | 66    |       |
| 16. Juni | Guido Viola di Campalto           | italienischer Diplomat | 63    |       |
| 17. Juni | Heinrich Delius                   | deutscher Reichsgerichtsrat                                                                                                   | 70    |       |
| 17. Juni | Otto von Garnier                  | preußischer General der Kavallerie im Ersten Weltkrieg                                                                        | 88    |       |
| 17. Juni | Werner Hubert                     | deutscher Eisenbahnfotograf                                                                                                   |       |       |
| 17. Juni | Maxwell Perkins                   | US-amerikanischer Lektor | 62    |       |
| 18. Juni | Carl Happich                      | deutscher Meditationslehrer und -therapeut, Freimaurer, Gynäkologe und Dirigierender Arzt des Elisabethenstiftes in Darmstadt | 69    |       |
| 18. Juni | Pierce McKennon                   | amerikanischer Jagdflieger | 27    |       |
| 18. Juni | Eric Nares                        | britischer Offizier und Generalmajor des Heeres, Kommandant des Britischen Sektors von Berlin                                 | 54    |       |
| 18. Juni | John Henry Patterson              | britischer Soldat, Ingenieur, Jäger, Autor und ein bekennender zionistischer Aktivist                                         | 79    |       |
| 18. Juni | Ernst Reinhard                    | Schweizer Politiker | 58    |       |
| 18. Juni | Aukusti Sihvola                   | finnischer Ringer | 52    |       |
| 19. Juni | Georg Hacker                      | deutscher Luftschiffer | 77    |       |
| 19. Juni | Siegfried Kasche                  | deutscher Politiker (NSDAP), MdR, SA-Obergruppenführer und Gesandter I. Klasse in Zagreb                                      | 44    |       |
| 19. Juni | Hans-Erich von Schroeter          | deutscher Generalmajor | 55    |       |
| 19. Juni | Heinrich Wulff                    | deutscher Politiker | 74    |       |
| 20. Juni | Howard Mason Gore                 | US-amerikanischer Politiker                                                                                                   | 69    |       |
| 20. Juni | John Edward Lloyd                 | britischer Historiker | 86    |       |
| 20. Juni | Wilfred Hudson Osgood             | US-amerikanischer Zoologe | 71    |       |
| 20. Juni | Bugsy Siegel                      | amerikanischer Mobster | 41    |       |
| 21. Juni | Erich Sieburg                     | deutscher Schriftsteller | 69    |       |
| 21. Juni | White Bull                        | Häuptling der Minnecanjou Lakotas                                                                                             | 98    |       |
| 22. Juni | Gotthard Fliegel                  | deutscher Geologe | 73    |       |
| 22. Juni | Marion Weed                       | US-amerikanische Opernsängerin (Sopran) und Gesangspädagogin                                                                  |       |       |
| 23. Juni | Heinrich Arzt                     | deutscher Unternehmer | 72    |       |
| 23. Juni | Hans Biebow                       | deutscher Kaufmann und Kriegsverbrecher                                                                                       | 44    |       |
| 24. Juni | Hans Buxbaum                      | deutscher Theaterregisseur, Redakteur bei der BBC                                                                             | 53    |       |
| 24. Juni | Bartolomeo Pagano                 | italienischer Schauspieler | 68    |       |
| 24. Juni | Frank C. Whitmore                 | US-amerikanischer Chemiker | 59    |       |
| 25. Juni | Alphonse Demoulin                 | belgischer Mathematiker | 77    |       |
| 25. Juni | Jimmy Doyle                       | US-amerikanischer Weltergewichtsboxer                                                                                         | 22    |       |
| 25. Juni | Oluf Olsson                       | dänischer Turner | 74    |       |
| 25. Juni | Kārlis Puriņš                     | lettischer Jurist und Politiker                                                                                               | 63    |       |
| 25. Juni | Hans Stock                        | deutscher Schauspieler | 80    |       |
| 26. Juni | Richard Bedford Bennett           | kanadischer Premierminister                                                                                                   | 76    |       |
| 26. Juni | Basilius Binder                   | deutscher Ordensgeistlicher, Benediktiner und Theologe                                                                        | 37    |       |
| 26. Juni | Albert Lütkemeyer                 | deutscher Schutzhaftlagerführer im KZ Neuengamme                                                                              | 36    |       |
| 26. Juni | Vera Salvequart                   | deutsche Krankenschwester, Häftlingspersonal des KZ Ravensbrück                                                               | 27    |       |
| 26. Juni | Heinrich Thyssen                  | deutscher Unternehmer, Kunstmäzen, Sohn von August Thyssen                                                                    | 71    |       |
| 27. Juni | Bernhard Bavink                   | deutscher Naturwissenschaftler und Naturphilosoph                                                                             | 67    |       |
| 27. Juni | Ferdinand Rieser                  | Schweizer Weingrosshändler und Theaterleiter sowie -intendant                                                                 | 61    |       |
| 28. Juni | Georg Kau                         | deutscher Kirchen- und Glasmaler sowie Illustrator                                                                            | 77    |       |
| 28. Juni | Stanislav Kostka Neumann          | tschechischer Dichter | 72    |       |
| 28. Juni | Oliver Schriver                   | US-amerikanischer Sportschütze                                                                                                | 67    |       |
| 28. Juni | Per Steenberg                     | norwegischer Organist und Komponist                                                                                           | 77    |       |
| 28. Juni | Paul Wolff                        | deutscher Fotograf | 71    |       |
| 29. Juni | Bernhard Görge                    | deutscher katholischer Geistlicher und Theologe                                                                               | 56    |       |
| 29. Juni | Bernhard Holtmann                 | plattdeutscher Autor | 74    |       |
| 29. Juni | Pavol Jantausch                   | slowakischer Geistlicher, Apostolischer Administrator in Trnava                                                               | 77    |       |
| 29. Juni | Johan Melander                    | schwedischer Romanist und Sprachwissenschaftler                                                                               | 69    |       |
| 29. Juni | Isaac Siegel                      | US-amerikanischer Anwalt und Politiker                                                                                        | 67    |       |
| 29. Juni | Vera West                         | US-amerikanische Modeschöpferin und Kostümbildnerin                                                                           | 47    |       |
| 30. Juni | Werner von Alvensleben            | deutscher Kaufmann und Politiker                                                                                              | 71    |       |
| 30. Juni | William Drummond Ansell           | britisch-neuseeländischer Schiffssteward und Expeditionsteilnehmer                                                            | 60    |       |
| 30. Juni | Gustav Ehn                        | schwedischer Fußballspieler                                                                                                   | 51    |       |
| 30. Juni | Arvīds Immermanis                 | lettischer Radrennfahrer | 34    |       |
| 30. Juni | Rudolf Noack                      | deutscher Fußballspieler | 34    |       |
| 30. Juni | John H. Tolan                     | US-amerikanischer Politiker                                                                                                   | 70    |       |
| 30. Juni | Ludwig Weber                      | deutscher Komponist und Musikpädagoge                                                                                         | 55    |       |